# Tapio (förnamn)
Tapio är ett finskt förnamn. Namnsdag i Finland: 18 juni i finska kalendern. Namnet kommer från Tapio, skogens gud i det finska och karelska nationaleposet Kalevala. Namnet förekommer i Finland också som efternamn. 

## Kända finländska personer med förnamnet Tapio
- Tapio Hämäläinen (1922–2008), skådespelare och teaterchef
- Tapio Ilomäki (1904–1955), kompositör, filmklippare, musikarrangör och regissör
- Tapio Kantanen (född 1949), friidrottare inom hinderlöpningfriidrottare inom hinderlöpning
- Tapio Korjus (född 1961), friidrottare
- Tapio Luoma (född 1962), teolog och biskop
- Tapio Mäkelä (1926–2016), längdskidåkare
- Tapio Rautavaara (1915–1979), sångare, sångtextförfattare, skådespelare och idrottare
- Tapio Räisänen (född 1949), backhoppare
- Tapio Wirkkala (1915–1985), konstnär och formgivare.